# Lalita Sahasranama
Lalita Sahasranama (en sánscrito: ललितासहस्रनाम) es un texto religioso hindú que enumera los mil nombres de la Diosa Madre Lalita, los cuáles se consideran sagrados en el hinduismo, particularmente en el shaktismo, la tradición centrada en la adoración de la Divinidad Femenina (Shakti).
El texto está escrito en sánscrito y es parte del Brahmanda Purana,  una antigua escritura que explora la creación cósmica y el orden divino del universo. Los nombres describen los diversos atributos, logros y simbolismo de la diosa en forma de mantras generalmente cantados como himnos.
Lalita Devi, a menudo conocida como Tripura Sundari, es una forma de Shakti adorada como la hermosa consorte de Shiva y una deidad importante en el panteón hindú. Se la considera la manifestación suprema de la energía femenina y es conocida como el epítome de la belleza, la gracia, el poder y la compasión. También se la considera la fuente de la creación, el mantenimiento y la destrucción del universo, encarnando todo el ciclo de la existencia.

## Etimología y nombres
Etimológicamente, Lalita significa 'La que juega' o 'juguetona'. En su forma raíz, la palabra Lalita significa 'espontáneo', lo que implícitamente se extiende a 'juego'. Sus mil nombres utilizan ocasionalmente juegos de palabras. 
Los nombres se organizan como himnos o stotras, pero a menudo se dividen en mantras para representar los 1000 nombres. Por lo tanto, el Sahasranama se puede cantar en forma de stotra o en forma de namavali. El Lalita Saharanama es uno de los únicos sahasranamas que tiene exactamente 1000 nombres sin repetición.
Generalmente, los sahasranama utilizan el artificio de agregar palabras como tu, api, ca y hi, que son conjunciones que no necesariamente agregan significado al nombre excepto en casos de interpretación. El Lalita Sahasranama no utiliza ninguna de estas conjunciones auxiliares y es único por ser una enumeración de nombres sagrados que cumple con los requisitos métricos, poéticos y místicos de un sahasranama por su orden a lo largo del texto.

## Composición
Se dice que Lalita Sahasranama fue compuesta por los ocho vaag devis (Vasini, Kameshvari, Aruna, Vimala, Jayani, Modini, Sarveshvari y Kaulini) por orden de la propia diosa Lalita. El texto dice que “Uno puede adorar a Lalita sólo si ella desea que lo hagamos”. Este stotra aparece en el Brahmanda Purana (la historia del universo) en el capítulo de la discusión entre Hayagriva y el sabio Agasthya en Kanchipuram.  Hayagriva es una encarnación de Vishnu con cabeza de caballo y se considera el almacén del conocimiento. Agasthya es uno de los sabios de antaño y una de las estrellas de la constelación de Saptarishi. Se dice que, a petición de Agasthya, Hayagriva le enseñó los mil nombres más sagrados de Lalita. Se dice que el templo de Thirumeyachur, cerca de Kumbakonam, es donde Agastya fue iniciado en este sahasranama. Un origen alternativo es que el Upanishad Bramham Mutt en Kanchipuram es donde ocurrió esta iniciación.

## Estructura
Los versos (śloka) dedicados a Lalita están organizados siguiendo un patrón en el que la diosa es descrita simbólicamente desde la cabeza hasta los pies, un enfoque conocido como eśādhipadam. Este esquema refleja su naturaleza divina y su papel en el cosmos. Lalita está estrechamente asociada con las cinco funciones cósmicas (pañcakṛtya): creación (sṛṣṭi), preservación (sthiti), destrucción (saṁhāra), ocultamiento (tirudhana) y gracia divina (anugrāha).
En los textos sagrados, se la honra como pañcakṛtya-parāyaṇa, un título que destaca su supremacía en estas cinco tareas fundamentales que rigen el universo. Esta organización de los versos y su contenido subraya la naturaleza multifacética y omnipotente de Lalita en la tradición hinduista.
Lalita es una deidad prominente en el hinduismo y representa aspectos fundamentales de la creación, preservación y disolución del universo. Según la tradición, Lalita encarna a Brahma durante la creación (sṛṣṭi), a Vishnu durante la preservación (sthiti) y a Shiva durante la disolución (samhara). Estas funciones se asocian con los cinco Brahmas, conocidos como pañca-brahma: Brahma, Vishnu, Rudra, Iśvara y Sadāśiva. Lalita les delega las cinco tareas cósmicas: creación, preservación, disolución, velación (tirodhana) y gracia (anugraha).
En ciertos contextos, se dice que Lalita puede retirar el poder vital de estos cinco Brahmas, dejándolos inactivos, un estado conocido como pañca preta (cuerpos sin vida). En esas circunstancias, Lalita asume personalmente las cinco funciones cósmicas.
El simbolismo de Lalita se refleja en los primeros versos (slokas) de textos devocionales como el Lalita Sahasranama. Los tres primeros slokas destacan las funciones principales de Lalita: Srimata (la Gran Madre, asociada a la creación), Sri Maharajni (la Gran Gobernante, asociada a la preservación) y Srimat Simhasaneswari (la que se sienta en el trono del león, asociada a la disolución).
Lalita surgió del fuego del conocimiento para ayudar a los dioses en su guerra contra el demonio Bhandasura. Del verso Udyad-bhaanu sahasraabha hasta shinjaana-mani manjeera manditha shri padaambuja, se han descrito todas sus partes como la cara, la frente, los ojos, la boca, la lengua, la voz, las manos y las piernas. A continuación, se describen la morada de la diosa (Sri Chakra Nagara), su guerra contra Bhandasura, su uso de la Kundalini Shakti y sus propiedades.

## Representación
Una imagen común de la diosa representa a una hermosa mujer coronada, de tez roja y tres ojos, ataviada con ropas rojas y joyas exquisitas, adornada con kumkum, polvo de cúrcuma y un mangalsutra, con cuatro manos que sostienen un lazo, un aguijón, flechas de flores con un loro sentado en él y un arco de caña de azúcar, que representa la dulzura de su mente. Ella está sentada en el trono llamado Chintamani, con su pierna derecha en el suelo, decorada con el Sri Yantra . La diosa a veces está sentada en el regazo de su esposo Shiva, conocido como Kameshwara, en esta forma, las patas del trono están hechas de los cuerpos de los dioses Brahma, Vishnu, Shankara y Rudra. A ambos lados de la diosa Lalita están las diosas Lakshmi y Saraswati, como sus sirvientas. Sus hijos Ganesha y Kartikeya están sentados en la base del pedestal del trono como sus guardianes.

## Comentarios
Hay cinco comentarios conocidos sobre el texto raíz. Estos fueron escritos por: 
- Vimarśānanadanātha, alrededor de 2.000 granthas (un verso que contiene 32 letras);
- Vidyāraṇya Munīśvara, unos 1.500 granthas ;
- Bhaṭṭa Nārāyaṇa, alrededor de 2.500 granthas ;
- Śaṅkara, mundano y no considerado de mucha importancia;
- Bhāskararāya, hace referencia a los comentarios anteriores, especialmente al primero.

## Lectura adicional
- Brooks, Douglas Renfrew (1990). The Secret of the Three Cities: An Introduction to Hindu Sakta Tantrism. Chicago & London: University of Chicago Press. ISBN 978-0226075709.
- Brooks, Douglas Renfrew (1992). Auspicious Wisdom: The Texts and Traditions of Srividya Sakta Tantrism in South India. SUNY Press. ISBN 978-0791411469.
- Brooks, Douglas Renfrew (2002). «Auspicious Fragments and Uncertain Wisdom: The Roots of Śrīvidya Śākta Tantrism in South India».  En Harper, Katherine Anne; Brown, Robert L., eds. The Roots of Tantra. State University of New York Press. pp. 57-76. ISBN 978-0791453063.
- Rao, S. K. Ramachandara (2012). Lalitaarchana-Chandrika, Hymns to Lalita, Form of Tripurasundari. Lala Murari Lal Chharia Oriental Series. Delhi: Divine Books. ISBN 978-93-81218-45-7.
- Wilke, Annette; Moebus, Oliver (2011). «1.5.3.1 Modes and Multi-Dimensionality of Acoustic Piety». Sound and Communication: An Aesthetic Cultural History of Sanskrit Hinduism. Germany: De Gruyter. pp. 92-102. ISBN 978-3110240030.